# Penstemon lyalli
Penstemon lyalli är en grobladsväxtart som först beskrevs av Asa Gray, och fick sitt nu gällande namn av Asa Gray. Penstemon lyalli ingår i släktet penstemoner, och familjen grobladsväxter. Inga underarter finns listade i Catalogue of Life.